# باولا إيرفاين
باولا إيرفاين (بالإنجليزية: Paula Irvine)‏ هي ممثلة أمريكية، ولدت في 22 يونيو 1968 في هوليوود في الولايات المتحدة.

## وصلات خارجية
- باولا إيرفاين على موقع IMDb (الإنجليزية)
- باولا إيرفاين على موقع ألو سيني (الفرنسية)
- باولا إيرفاين على موقع أول موفي (الإنجليزية)
- باولا إيرفاين على موقع قاعدة بيانات الفيلم (الإنجليزية)
- باولا إيرفاين على موقع كينوبويسك (الروسية)